# Рок-зірка (фільм)
«Рок-зірка» (англ. Rock Star) — художній фільм Стівена Херека, присвячений рок-культурі та ціні слави. За основу сюжету взято реальну історію вокаліста гурту «Judas Priest» Тіма Оуенса.

## Сюжет
80-ті роки 20-го століття, м. Піттсбург. Кріс Коул ремонтує офісну техніку та фанатіє від хард-року, зокрема від самого популярного хард-рок гурту «Steel Dragon». При цьому Кріс має неабиякий талант співака та у вільний час співає в групі «Blood Pollution», яка намагається в усьому наслідувати своїх кумирів «Steel Dragon», виконуючи кавери їх пісень (сама назва гурту взята із пісні «Steel Dragon»). Кріс зустрічається дівчиною-красунею Емілі, яка є менеджером гурту Кріса. На одному з концертів стається конфлікт між Крісом та гітаристом Робом через те, що останній дозволив собі поімпровізувати замість відтворювати пісню «Steel Dragon» точно так, як вона звучить в оригіналі. Конфлікт завершується наступного дня тим, що музиканти «Blood Pollution» зізнаються Крісу, що більше не хочуть копіювати «Steel Dragon» та хочуть творити власну музику і уже виставили Кріса із гурту, запросивши на його місце іншого вокаліста.
Через деякий час Крісу зателефонував гітарист гурту «Steel Dragon» Кірк Каді, що Кріс спрйняв як телефонний розіграш. Але, як виявилось, це був не розіграш і «Steel Dragon» перебувають в пошуках нового вокаліста та побачили відеозапис з концерту «Blood Pollution» і, будучи зацікавлені співом Кріса, запросили його на прослуховування. На прослуховуванні Кріс вражає музикантів та потрапляє в «Steel Dragon», таким чином, стає сам вокалістом гурту, від якого фанатів уже життя. З першого концерту Кріс стає світовою рок-зіркою, демонструючи власним прикладом, що мрії збуваються, якщо цього дуже хотіти. Одночасно він потрапляє у вир божевільного гастрольного життя супер-зірок. Кріс намагається утриматись від розпусти та зберегти стосунки з Емілі, але, врешті, вона не витримує гастрольного життя і відправляється в Сіетл, де збирається відкрити бізнес. Вони домовляються зустрітись, коли група приїде з концертом до Сіетлу. Після цього Кріс уже не може втриматись від численних спокус та «розпускається» на повну, віддаючись наркотикам, хуліганському дозвіллю, безладному сексу та іншим порокам. Через деякий час «Steel Dragon» прибули до Сіетлу і Емілі, як і домовлялись, прибула в готель, в якому зупинилась група, щоб зустрітись із Крісом, але застає того посеред сексуальної оргії, п'яним та, вочевидь, під дією наркотиків, погано розуміючого, де він знаходиться і що відбувається. Емілі в сльозах іде геть.
Після закінчення концертного туру Кріс деякий час працює над створенням текстів до пісень нового альбому і навіть вигадує прототип обкладинки та з ентузіазмом демонструє музикантам свою роботу. Але, гітарист Кірк Каді заявляє тому, що усі тексти уже написані, і що музику в цій групі творить він із барабанщиком Ей Сі, даючи публіці те, чого вона чекає. Також Кірк Каді перериває спроби Кріса поімпровізувати під час запису вокальних партій до нового альбому та вимагає співати тільки так, як написано. Розчарований Кріс відчуває себе тимчасовим найманим робітником та, в деякому роді, ефект «дежа-вю», згадуючи, що він так само свого часу поводився з гітаристом «Blood Pollution» Робом. На наступному концерті Кріс покидає групу прямо зі сцени, знайшовши на своє місце із натовпу людей такого ж божевільного фаната гурту, яким він сам був колись.
Врешті, Кріс сам бере в руки гітару, випадково зустрічається із Робом та створює з ним новий колектив, де виконує повністю авторський матеріал, виступаючи в невеликих клубах. На один із концертів приходить Емілі, і герої, врешті, миряться.

## Цікаві факти
За основу сюжету була взята реальна історія, яка сталась із Тімом Оуенсом, який все життя фанатів від гурту Judas Priest та співав у кавер-групі. Коли Judas Priest покинув їх легендарний вокаліст Роб Халфорд, Тім Оуенс зайняв місце свого кумира. Хоча реальна історія сталась в 90-тих роках, історію для фільму перенесли у 80-ті, коли були часи «золоті часи» хард-рок-культури, зокрема час найбільшої популярності глем-року. Музиканти Judas Priest, в свою чергу, заявили, що фільм їм не сподобався і в ньому немає нічого спільного з їх історією.
Гурт «Steel Dragon» є збиральним образом із хард-рок та хеві-метал гуртів — зірок 70-80-тих років: Judas Priest, Motley Crew, Guns'n'Roses, Led Zeppelin, Kiss, Deep Purple, W.A.S.P., Motorhead, Ozzy Osbourne та ін.
В фільмі знімаються в другорядних та епізодичних ролях декілька реальних рок-музикантів, зокрема:
Закк Вайлд (гітарист Оззі Осборна та власного проекту Black Label Society) в ролі гітариста «Steel Dragon»;
Джейсон Бонем (барабанщик, син Джона Бонема, барабанщика Led Zeppelin) в ролі Ей Сі, барабанщика «Steel Dragon»;
Джеф Пілсон (бас-гітарист гурту Dokken) в ролі бас-гітариста «Steel Dragon»;
Майкл Старр (волкаліст гурту Steel Panther) в ролі претендента, який був на прослуховуванні у «Steel Dragon» перед головним героєм;
Майлз Кеннеді (волкаліст гурту Alter Bridge) в ролі Тора, хлопця, якого Кріс витягнув із натовпу людей на сцену на своє місце.
Багато показаних хуліганських витівок із гастрольного життя «Steel Dragon» мали місце в реальній історії гастролей різних легендарних колективів. Наприклад, епізоди з розгромом готельного номера та катанням на мотоциклі по готелю мали місце в історії Led Zeppelin, сексуальні оргії є збиральним епізодом з життя Kiss, Led Zeppelin, Motley Crew та ін., а епізоди із меблями, приклеєними до стелі в готельному номері а також з телевізором, що випадає з вікна на вулицю, взяті із біографії Deep Purple.
Особистість першого вокаліста «Steel Dragon», якого замінив головний герой значною мірою відтворює образ вокаліста Judas Priest Роба Халфорда, зокрема в частині його нетрадиційної сексуальної орієнтації. Також у «музеї» «Steel Dragon» демонструється справжній костюм Роба Халфорда, в якому він виходив на сцену у 80-тих роках.
Музика до пісень, які представлені у фільмі як пісні самого гурту «Steel Dragon» була записана згаданими вище музикантами Закком Вайлдом, Джефом Пілсоном та Джейсоном Бонемом за участю вокаліста Джеффа Скота Сото. Голос Кріса «Іззі» під час виконання пісень дублював вокаліст Марко Матієвіч із гурту «Steelheart».

## В ролях
| Актор            | Роль                                             |
| ---------------- | ------------------------------------------------ |
| Марк Волберг     | Кріс «Іззі» Коул                                 |
| Дженіфер Еністон | Емілі Поул                                       |
| Джейсон Флемінг  | Боббі Бірс (вокаліст гурту «Steel Dragon»)       |
| Домінік Вест     | Кірк Каді (гітарист «Steel Dragon»)              |
| Тімоті Сполл     | Метс (менеджер «Steel Dragon»)                   |
| Тімоті Оліфант   | Роб Малькольм (гітарист гурту «Blood Pollution») |
| Зак Вайлд        | Ghode (гітарист «Steel Dragon»)                  |
| Нік Катанезе     | Ксандер Каммінс (гітарист «Blood Pollution»)     |
| Джейсон Бонем    | Ей Сі (барабанщик «Steel Dragon»)                |
| Майлз Кеннеді    | Майк / Thor                                      |

## Саундтрек
Декілька пісень, що звучали у фільмі і потрапили його саундтрек, були випущені пізніше на CD (відмічені*).
| #     | Назва                                                                                | Artist         | Тривалість |
| ----- | ------------------------------------------------------------------------------------ | -------------- | ---------- |
| 1.    | «Rock Star» (Art Alexakis)                                                           | Everclear      | 3:30       |
| 2.    | «Livin' the Life» (Steve Plunkett, Peter Beckett)                                    | Steel Dragon   | 3:14       |
| 3.    | «Wild Side*» (Vince Neil, Nikki Sixx, Tommy Lee)                                     | Mötley Crüe    | 4:34       |
| 4.    | «We All Die Young» (Miljenko Matijevic, Kenny Kanowski)                              | Steel Dragon   | 4:01       |
| 5.    | «Blood Pollution» (Twiggy Ramirez)                                                   | Steel Dragon   | 3:59       |
| 6.    | «Livin' on a Prayer*» (Jon Bon Jovi, Richie Sambora, Дезмонд Чайлд)                  | Bon Jovi       | 4:08       |
| 7.    | «Stand Up» (Sammy Hagar)                                                             | Steel Dragon   | 4:18       |
| 8.    | «Stranglehold» (Ted Nugent)                                                          | Ted Nugent     | 8:23       |
| 9.    | «Wasted Generation» (Дезмонд Чайлд, A.Allen (Ajay Popoff), J. Allen (Jeremy Popoff)) | Steel Dragon   | 2:54       |
| 10.   | «Lick It Up» (Paul Stanley, Vinnie Vincent)                                          | KISS           | 3:56       |
| 11.   | «Long Live Rock 'n' Roll» (Ronnie James Dio, Ritchie Blackmore)                      | Steel Dragon   | 3:27       |
| 12.   | «Devil Inside*» (Andrew Farriss, Michael Hutchence)                                  | INXS           | 5:13       |
| 13.   | «Colorful» (Brian Vander Ark)                                                        | The Verve Pipe | 4:25       |
| 14.   | «Gotta Have It» (Trevor Rabin)                                                       | Trevor Rabin   | 2:57       |
| 58:59 |                                                                                      |                |            |